# Кастанеэ (Эврос)
Кастанеэ (Кастаниес, Кастаньес, Кастани, греч. Καστανέαι, Καστανιές — буквально «каштаны») — село на крайнем северо-востоке Греции, на границе с Турцией, юго-западнее турецкого города Эдирне, севернее греческого города Орестиас, в 132 км к северо-востоку от города Александруполис. Относится к общине Орестиас в периферийной единице Эврос в периферии Восточная Македония и Фракия. Расположено на высоте 42 метра над уровнем моря, у югу от реки Ардас, правого притока реки Марица (Эврос). Площадь 26,182 км². Население 1059 человек по переписи 2011 года.
В селе находится пункт пересечения границы. В связи с решением Турции не препятствовать намерениям мигрантов переходить границу, принятым после гибели 33 турецких военных в результате авиаудара в сирийской мухафазе Идлиб 27 февраля 2020 года, у контрольно-пропускного пункта на турецкой стороне собралось более 7 тысяч человек, пытающихся прорваться через границу.
Через село проходит национальная дорога 51 Арданион — Кастанеэ, часть европейского маршрута E85. Также в селе находится железнодорожная станция.
Через село проходит Тропа Султана —  туристический пешеходный маршрут по пути султана Сулеймана I к Вене.